# Leucania rosea
Leucania rosea är en fjärilsart som beskrevs av Heinrich Benno Möschler 1880. Leucania rosea ingår i släktet Leucania och familjen nattflyn. Inga underarter finns listade i Catalogue of Life.